# Клара Хури
Клара Хури (арап. كلارا خوري; Хаифа, 29. децембар 1976) је палестинско-америчка глумица. Ради на филму, телевизији и позоришту, наступајући на арапском, хебрејском, енглеском и француском језику. Одрасла је у Хаифи, а тренутно живи у Калифорнији, САД.

## Биографија
Клара је ћерка награђиваног глумца Макрама Хурија. Породица јој је грчко-православне хришћанске вере. Студирала је филм на Отвореном универзитету у Тел Авиву и драму на глумачкој школи Беит Зви.

## Глумачка каријера
Хури је наступала у разним позоришним улогама, укључујући главне улоге у Антигони Жана Ануија, Стакленој менажерији Тенесија Вилијамса и Саломеји Оскара Вајлда, извођеним на арапском, хебрејском и енглеском језику. Њен телевизијски рад обухвата серије Parashat Hashavua, коју је написао Ари Фолман, и Arab Labor, коју је написао Сајед Кашуа.
На великом екрану дебитовала је 2002. године у филму Ранино венчање редитеља Ханија Абу-Асада, који је премијерно приказан у оквиру Међународне недеље критике на 55. Канском филмском фестивалу, представљајући Палестину. За улогу Ране добила је награду за најбољу глумицу на Међународном филмском фестивалу у Маракешу.
Године 2005. стекла је међународно признање за улогу у филму Сиријска невеста, у којем је тумачила младу Друзкињу која ризикује да изгуби породицу уласком у уговорени брак са сиријским држављанином. Филм је режирао Еран Риклис и освојио је Награду публике на Филмском фестивалу у Локарну.
Хури је глумила у филму Lipstikka, британско-израелској психолошкој драми Џонатана Сагала, који је био у конкуренцији на Берлинском филмском фестивалу 2011. године. У Арапском позоришту Ал-Мидан у Хаифи наступала је у адаптацији филма Смрт и девојка Романа Поланског из 1994. године, коју је режирао Џулијано Мер-Камис.
Њен филмски репертоар укључује филм The Inheritance Хијама Абаса, као и филмове Marjoun and the Flying Headscarf и Amsterdam to Anatolia редитељке Сузан Јусеф. Хури је такође наступала у мини-серији Baghdad Central за Channel 4 и Hulu, као и у серији Homeland за Showtime.

## Филмографија

### Филм
- Ранино венчање (2002) – Рана
- Сиријска невеста (2004) – Мона
- Forgiveness (2006) – Лила
- Liebesleben (2007)
- Body of Lies (2008) – жена Басама
- Dusty Road (2009)
- Lipstikka (2011)
- The Inheritance (2012) – Салма
- Marjoun and the Flying Headscarf (2019)
- Amsterdam to Anatolia (2019)
- A Letter to a Friend in Gaza (2019)
- Laila in Haifa (2020)

### Телевизија
- Parashat Hashavua
- Arab Labor
- Kavanot Tovot
- Maktub
- Papadizi
- The Police Man
- Homeland
- Baghdad Central

### Позориште
- Антигона – Антигона
- Стаклена менажерија – Лаура
- Саломеја – Саломеја
- Смрт и девојка – Паулина
- Gilgamesh, He is not Dead – Хумбаба
- Tiger at the Gate – Андромаха
- Period of Adjustment – Изабел
- Cruel and Tender – Лаела
- Hebron, Khalil / Rania – Ранија

## Награде и признања
Хури је освојила две награде Израелске академије за филм и телевизију за најбољу глумицу за улогу Бушре у телевизијској серији Arab Labor. Такође је добила награду за најбољу глумицу за главну улогу у филму Ранино венчање на Међународном филмском фестивалу у Маракешу.